# Championnats du monde de triathlon en relais mixte 2023
Navigation
Édition précédente Édition suivante
Les championnats du monde de relais mixte 2023 de la World Triathlon se tiennent à Hambourg en Allemagne le 15 juillet 2023. Compétition créée en 2009. Le titre se joue sur une épreuve unique qui se déroule lors d'une étape des séries mondiales de triathlon (WTCS) 2023.

## Résultat
Classement général du championnat du monde 2023.
| Rang               | Équipe | Temps           |
| ------------------ | --- | --------------- |
| Médaille d'or      | Allemagne | 1 h 22 min 8 s  |
| Médaille d'or      | - Tim Hellwig 18 min 58 s - Annika Koch 21 min 42 s - Simon Henseleit 19 min 34 s - Laura Lindemann 21 min 55 s     | 1 h 22 min 8 s  |
| Médaille d'argent  | Nouvelle-Zélande | 1 h 22 min 27 s |
| Médaille d'argent  | - Hayden Wilde 19 min 11 s - Ainsley Thorpe 21 min 35 s - Tayler Reid 19 min 28 s - Nicole Van Der Kaay 22 min 14 s | 1 h 22 min 27 s |
| Médaille de bronze | Suisse | 1 h 22 min 35 s |
| Médaille de bronze | - Max Studer 19 min 12 s - Julie Derron 21 min 31 s - Sylvain Fridelance 19 min 54 s - Cathia Schär 21 min 59 s     | 1 h 22 min 35 s |
| 4                  | États-Unis | 1 h 22 min 55 s |
| 5                  | Hongrie | 1 h 23 min 5 s  |
| 6                  | Australie | 1 h 23 min 15 s |
| 7                  | Norvège | 1 h 23 min 27 s |
| 8                  | Portugal | 1 h 23 min 36 s |
| 9                  | Brésil | 1 h 29 min 34 s |
| 10                 | Italie | 1 h 23 min 41 s |
| 11                 | Espagne | 1 h 23 min 44 s |
| 12                 | Belgique | 1 h 23 min 55 s |
| 13                 | Pays-Bas | 1 h 24 min 2 s  |
| 14                 | Portugal | 1 h 24 min 10 s |
| 15                 | Royaume-Uni | 1 h 24 min 31 s |
| 16                 | Luxembourg | 1 h 24 min 41 s |
| 17                 | Afrique du Sud | 1 h 25 min 2 s  |
| 18                 | Danemark | 1 h 25 min 32 s |
| 19                 | Autriche | 1 h 26 min 9 s  |
| 20                 | Mexique | 1 h 27 min 34 s |
| 21                 | Tchéquie | LAP             |
| 21                 | Japon | LAP             |